# Kościół św. Trójcy w Tarnowie
Kościół pw. Św. Trójcy – kościół znajdujący się w Tarnowie przy ul. Tuchowskiej, wzniesiony został w latach 1595–1597 w ówczesnej podtarnowskiej wsi Terlikówka z inicjatywy księdza Łukasza Godzinki, seniora wikariuszy kolegiaty tarnowskiej. Konsekracji kościoła dokonał w 1597 roku biskup krakowski kard. Jerzy Radziwiłł.
Późnogotycki, drewniany, orientowany kościół konstrukcji zrębowej z niewysoką barokową wieżą z ośmioboczną latarnią nakrytą baniastym hełmem. Wnętrze nakryte stropami płaskimi z polichromią z początku XX wieku. W późnorenesansowym ołtarzu głównym znajduje się obraz przedstawiający Trójcę Świętą w typie ikonograficznym zwanym Tronem Łaski, malowany na desce ok. 1600 roku.
W depozycie w Muzeum Diecezjalnym w Tarnowie znajdują się skrzydła późnogotyckiego tryptyku z 1. połowy XVI wieku, ze scenami z życia Chrystusa.
Kościół został gruntownie odnowiony w latach 1857–1858, staraniem proboszcza parafii katedralnej ks. Michała Króla, przy wydatnej pomocy finansowej księcia Władysława Sanguszki. W grudniu 1995 roku ustanowiono przy kościele odrębną parafię, wydzielając ją z parafii katedralnej.

Wnętrze kościoła
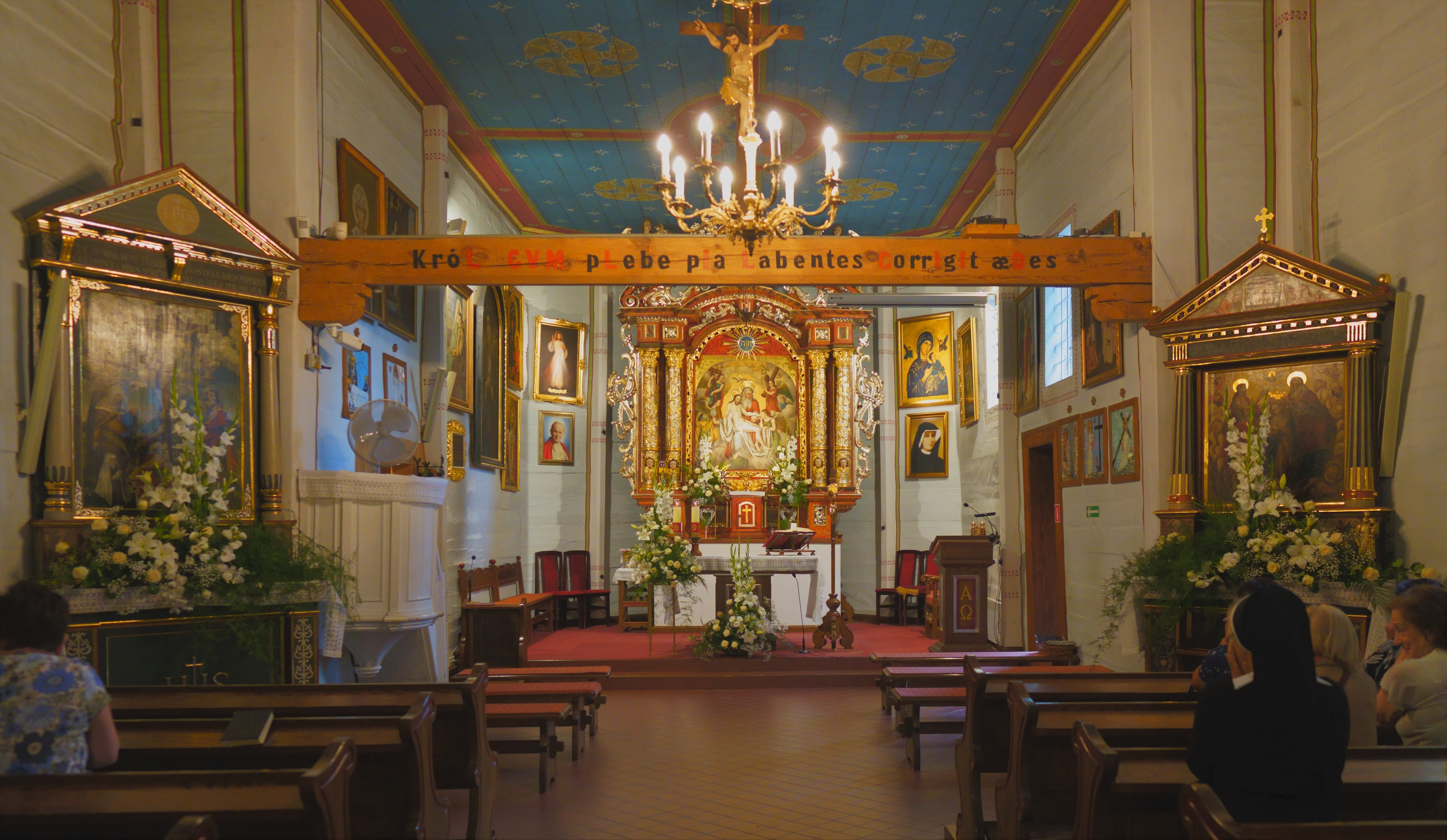
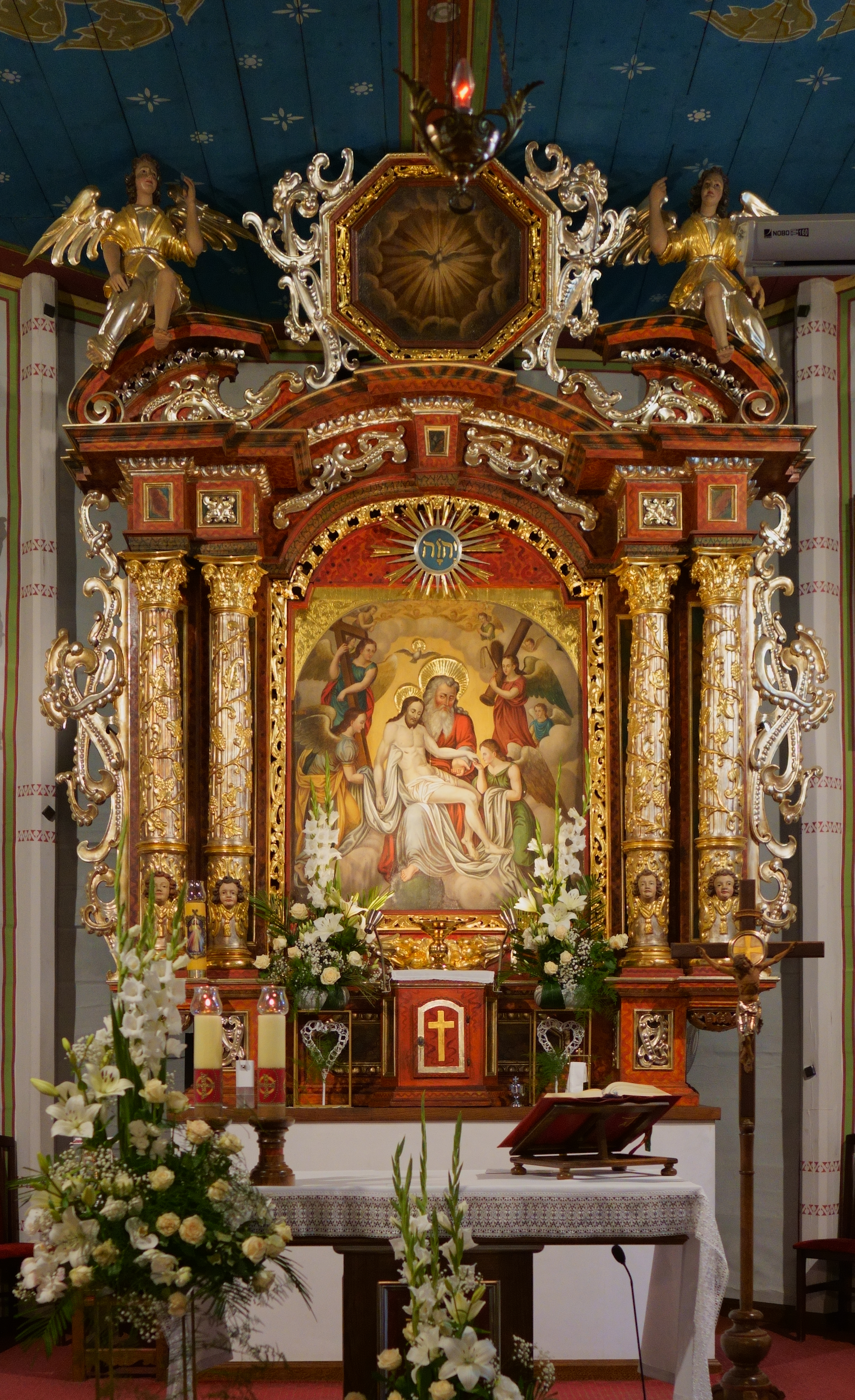
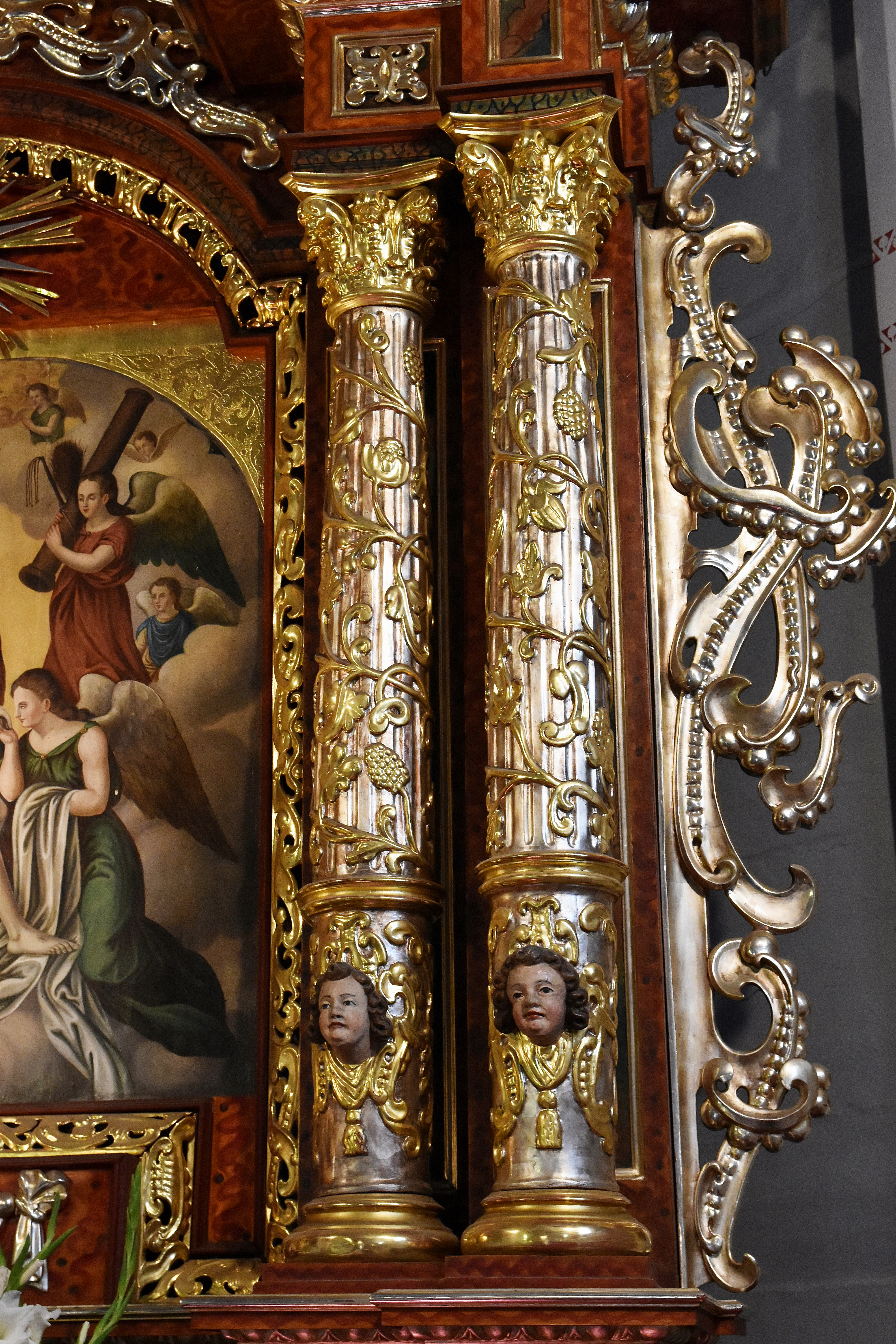
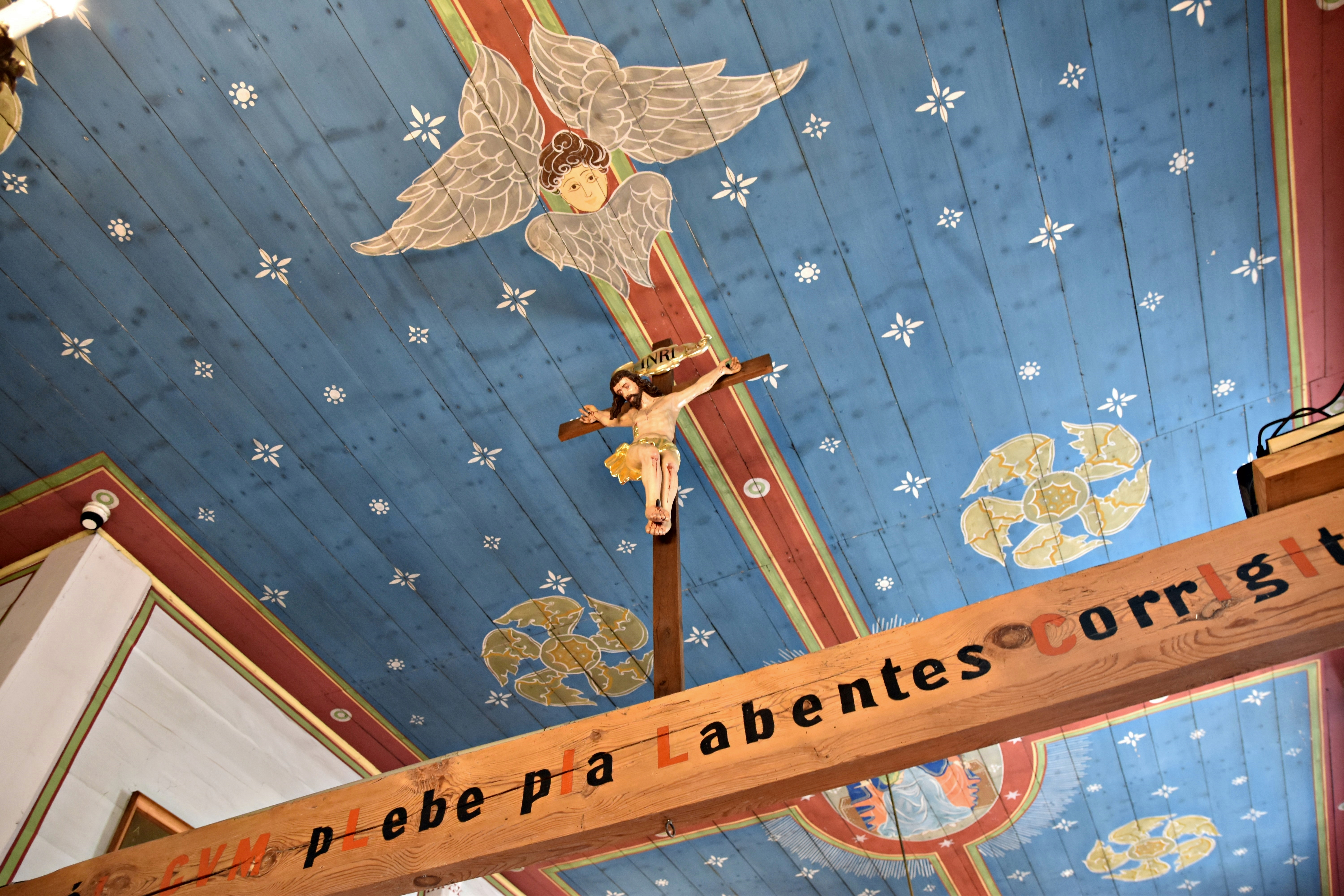
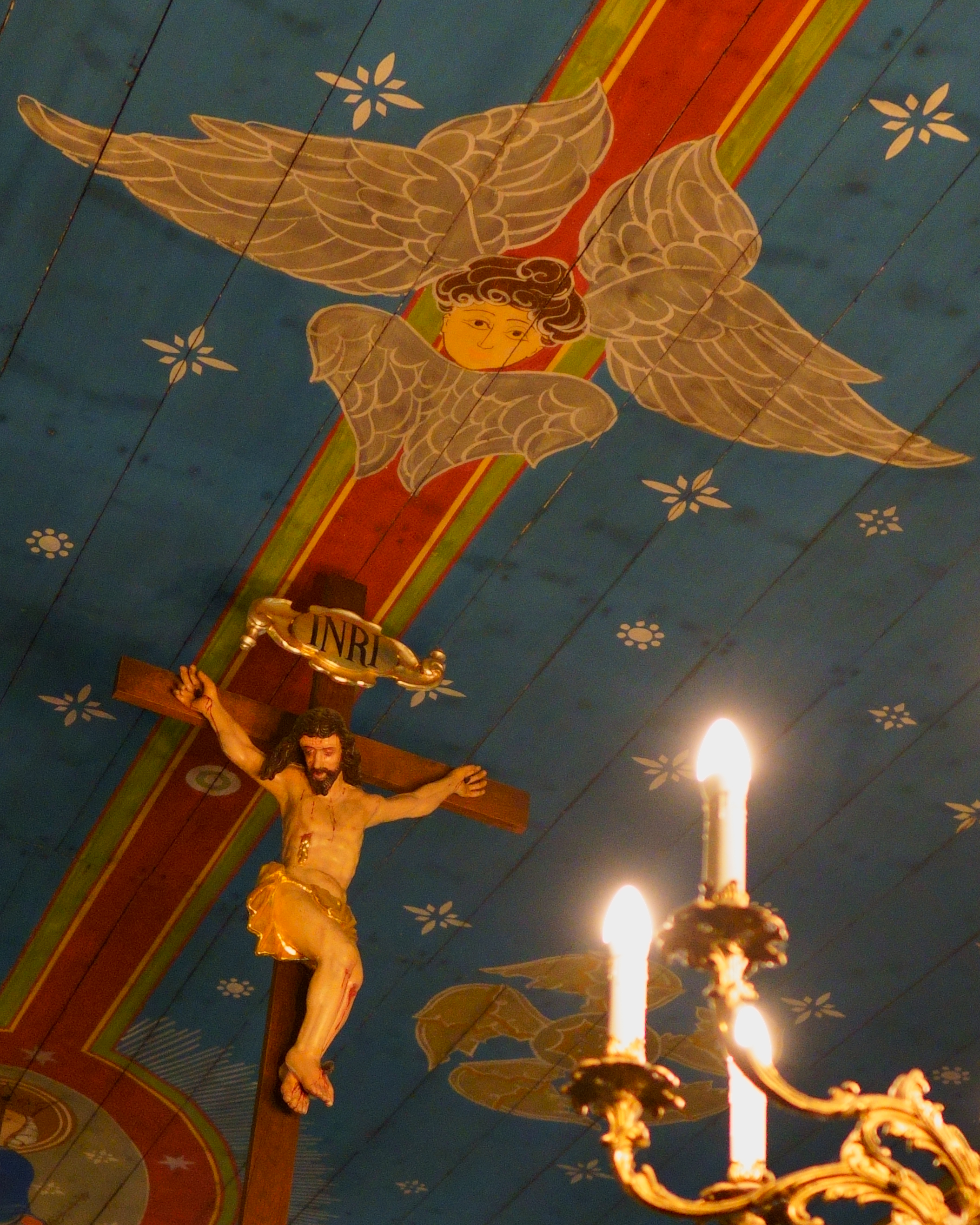
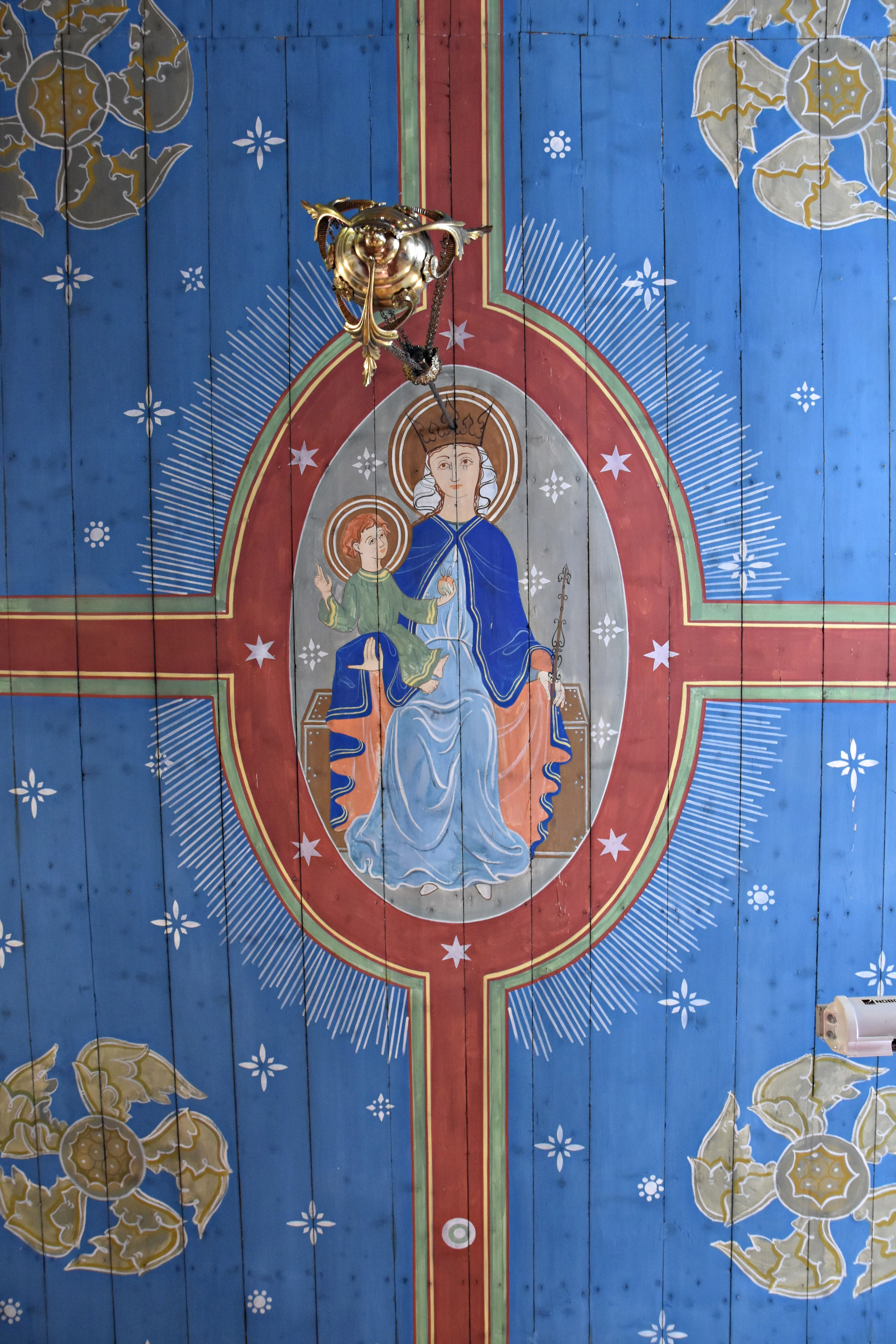
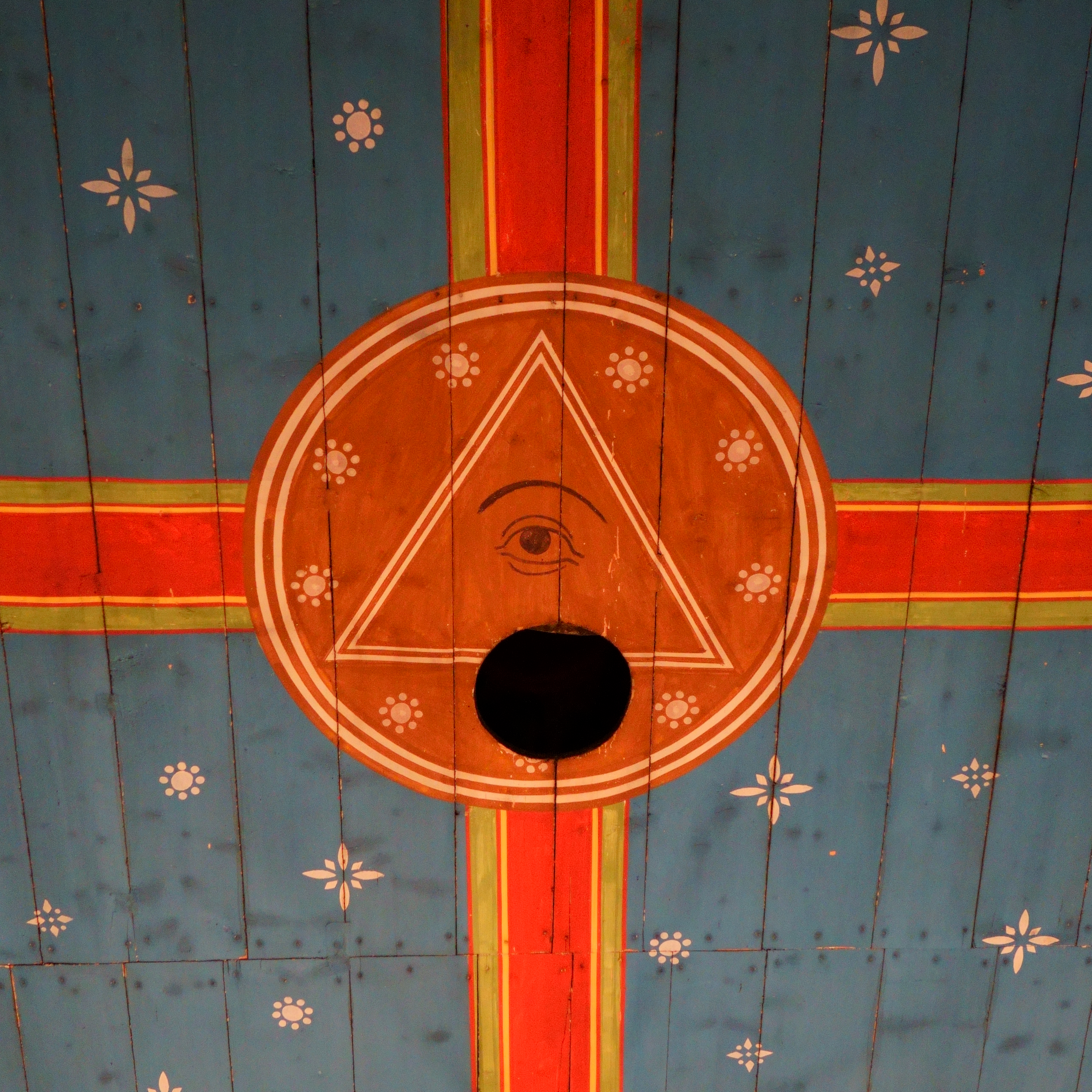